# メルンダル
メルンダル（スウェーデン語: Mölndal）は、スウェーデン・ヴェストラ・イェータランド県にある都市。メルンダル市の中心地となっている。

## 概要

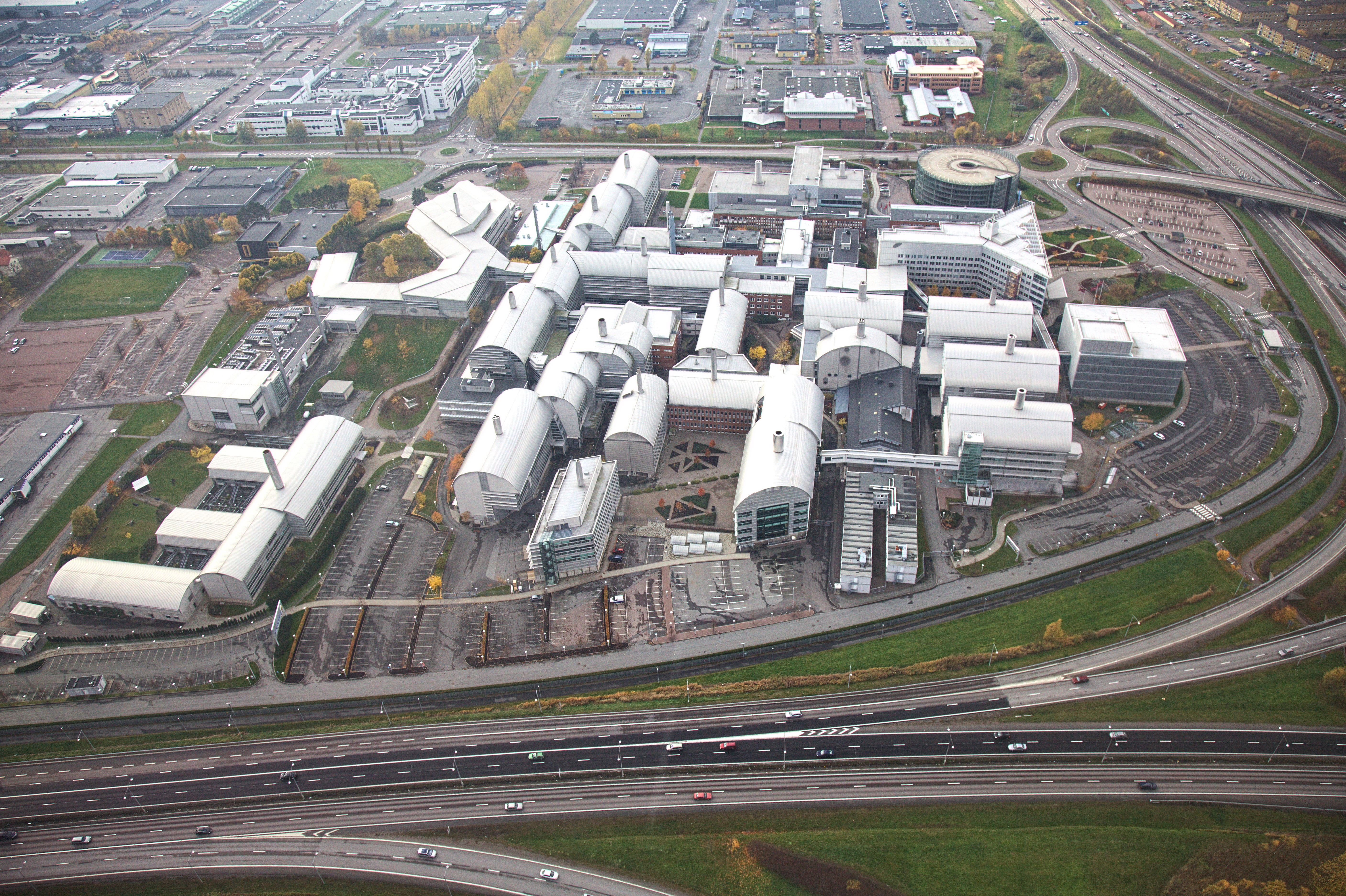
アストラゼネカのリサーチセンター

メルンダルには生命科学に関わる企業の工場が集中していることで知られており、3,000人以上の従業員を抱えるアストラゼネカのリサーチセンターやその他企業の研究機関が集中している。また、チャルマース工科大学やヨーテボリ大学の近郊にある都市のため、マイクロ波に関する技術や情報技術などの分野を支える施設も多数存在する。